# Liste des mammifères en Géorgie (pays)
Pour les articles homonymes, voir Liste des mammifères en Géorgie.

Carte topographique de la Géorgie.

Localisation de la Géorgie en Asie.

Localisation de la Géorgie en Europe.

Cette liste commentée recense la mammalofaune en Géorgie. Elle répertorie les espèces de mammifères géorgiens actuels et celles qui ont été récemment classifiées comme éteintes (à partir de l'Holocène, depuis donc 11 700 ans av. J.‑C.). Cette liste comporte 133 espèces réparties en dix ordres et 31 familles, dont deux sont « en danger critique d'extinction », cinq sont « en danger », huit sont « vulnérables », douze sont « quasi menacées » et trois ont des « données insuffisantes » pour être classées (selon les critères de la liste rouge de l'UICN au niveau mondial).
Elle contient au moins neuf espèces introduites sur ce territoire, qui sont plus ou moins bien acclimatées. Il peut contenir aussi dans cette liste des animaux non reconnus par la liste rouge de l'UICN (deux mammifères ici) et ils sont classés en « non évalué » : cela étant dû notamment au manque de données et à des espèces domestiques, disparues ou éteintes avant le XVIe siècle. Il n'existe pas en Géorgie d'espèces et de sous-espèces de mammifères endémiques.

## Statuts de la liste rouge de l'UICN
Les statuts de conservation utilisés par la liste rouge de l'UICN mondiale sont :
| (EX) | Éteint                  | Il n'y a pas le moindre doute sur le fait que le dernier spécimen recensé est mort.                                                                   |
| (EW) | Éteint à l'état sauvage | L'espèce est connue uniquement en captivité ou en tant que population naturalisée bien en dehors de son ancienne aire de répartition.                 |
| (CR) | En danger critique      | L'espèce risque prochainement de s'éteindre à l'état sauvage.                                                                                         |
| (EN) | En danger               | L'espèce fait face à un très gros risque d'extinction à l'état sauvage.                                                                               |
| (VU) | Vulnérable              | L'espèce fait face à un gros risque d'extinction à l'état sauvage.                                                                                    |
| (NT) | Quasi menacé            | L'espèce ne satisfait pas un ou plusieurs des critères prévus qui permettraient de la catégoriser, mais pourrait risquer de s'éteindre dans le futur. |
| (LC) | Préoccupation mineure   | Il n'y a pas de risque identifiable pour l'espèce. |
| (DD) | Données insuffisantes   | Il n'y a pas d'information adéquate qui permettraient de faire une évaluation des risques pour cette espèce.                                          |
| (NE) | Non évalué              | L'espèce n'a pas encore été confrontée aux critères précédents, n'est pas reconnue par l'UICN ou bien s'est éteinte avant le XVIe siècle.             |

## Ordre:Primates

### Famille:Hominidés
| Nom binominal, nom vulgaire et citation d'auteurs | Nom vulgaire géorgien (langue officielle de la Géorgie) | Origine et statut en Géorgie | Aire de répartition                    | Statut UICN mondial | Image         |
| ------------------------------------------------- | ------------------------------------------------------- | ---------------------------- | -------------------------------------- | ------------------- | ------------- |
| Homo sapiens (Homme moderne) Linnaeus, 1758       | ადამიანი                                                | Autochtone,                  | Aire de répartition de l'Homme moderne | [ 2 ]               | Homme moderne |

## Ordre:Lagomorphes

### Famille:Léporidés
| Nom binominal, nom vulgaire et citation d'auteurs | Nom vulgaire géorgien (langue officielle de la Géorgie) | Origine et statut en Géorgie | Aire de répartition                    | Statut UICN mondial | Image           |
| ------------------------------------------------- | ------------------------------------------------------- | ---------------------------- | -------------------------------------- | ------------------- | --------------- |
| Lepus europaeus (Lièvre d'Europe) Pallas, 1778    | კურდღელი                                                | Autochtone                   | Aire de répartition du Lièvre d'Europe | [ 4 ]               | Lièvre d'Europe |

## Ordre:Rodentiens

### Famille:Castoridés
| Nom binominal, nom vulgaire et citation d'auteurs | Nom vulgaire géorgien (langue officielle de la Géorgie) | Origine et statut en Géorgie | Aire de répartition                     | Statut UICN mondial | Image            |
| ------------------------------------------------- | ------------------------------------------------------- | ---------------------------- | --------------------------------------- | ------------------- | ---------------- |
| Castor fiber (Castor d'Eurasie) Linnaeus, 1758    | თახვი                                                   | Autochtone (Disparu),        | Aire de répartition du Castor d'Eurasie | [ 6 ]               | Castor d'Eurasie |

### Famille:Hystricidés
| Nom binominal, nom vulgaire et citation d'auteurs | Nom vulgaire géorgien (langue officielle de la Géorgie) | Origine et statut en Géorgie | Aire de répartition    | Statut UICN mondial | Image            |
| ------------------------------------------------- | ------------------------------------------------------- | ---------------------------- | ---------------------- | ------------------- | ---------------- |
| Hystrix indica (Porc-épic indien) Kerr, 1792      | მაჩვზღარბა                                              | Autochtone                   | Illustration manquante | [ 7 ]               | Porc-épic indien |

### Famille:Myocastoridés
| Nom binominal, nom vulgaire et citation d'auteurs | Nom vulgaire géorgien (langue officielle de la Géorgie) | Origine et statut en Géorgie | Aire de répartition             | Statut UICN mondial | Image    |
| ------------------------------------------------- | ------------------------------------------------------- | ---------------------------- | ------------------------------- | ------------------- | -------- |
| Myocastor coypus (Ragondin) (Molina, 1782)        | ნუტრია                                                  | Allochtone (Introduit),      | Aire de répartition du Ragondin | [ 9 ]               | Ragondin |

### Famille:Dipodidés
| Nom binominal, nom vulgaire et citation d'auteurs        | Nom vulgaire géorgien (langue officielle de la Géorgie) | Origine et statut en Géorgie | Aire de répartition                            | Statut UICN mondial | Image                  |
| -------------------------------------------------------- | ------------------------------------------------------- | ---------------------------- | ---------------------------------------------- | ------------------- | ---------------------- |
| Allactaga elater (Petite Gerboise) (Lichtenstein, 1828)  | — aucun —                                               | Autochtone                   | Aire de répartition du Petit Gerboise          | [ 10 ]              | Petite Gerboise        |
| Allactaga williamsi Thomas, 1897                         | — aucun —                                               | Peut-être autochtone,        | Illustration manquante                         | [ 11 ]              | Illustration manquante |
| Sicista betulina (Siciste des bouleaux) (Pallas, 1779)   | — aucun —                                               | Autochtone                   | Aire de répartition de la Siciste des bouleaux | [ 12 ]              | Siciste des bouleaux   |
| Sicista caucasica Vinogradov, 1925                       | კავკასიური თაგვანა                                      | Autochtone                   | Illustration manquante                         | [ 13 ]              | Illustration manquante |
| Sicista kazbegica Sokolov, Baskevich & Kovalskaya, 1986  | ყაზბეგის თაგვანა                                        | Autochtone                   | Illustration manquante                         | [ 14 ]              | Illustration manquante |
| Sicista kluchorica Sokolov, Kovalskaya & Baskevich, 1980 | კლუხორის თაგვანა                                        | Autochtone                   | Illustration manquante                         | [ 15 ]              | Illustration manquante |

### Famille:Cricétidés
| Nom binominal, nom vulgaire et citation d'auteurs             | Nom vulgaire géorgien (langue officielle de la Géorgie) | Origine et statut en Géorgie | Aire de répartition                         | Statut UICN mondial | Image                  |
| ------------------------------------------------------------- | ------------------------------------------------------- | ---------------------------- | ------------------------------------------- | ------------------- | ---------------------- |
| Arvicola amphibius (Campagnol terrestre) (Linnaeus, 1758)     | წყლის მემინდვრია                                        | Autochtone                   | Aire de répartition du Campagnol terrestre  | [ 16 ]              | Campagnol terrestre    |
| Chionomys gud (Satunin, 1909)                                 | გუდაურის მემინდვრია                                     | Autochtone                   | Illustration manquante                      | [ 17 ]              | Illustration manquante |
| Chionomys nivalis (Campagnol des neiges) (Martins, 1842)      | — aucun —                                               | Autochtone                   | Aire de répartition du Campagnol des neiges | [ 18 ]              | Campagnol des neiges   |
| Chionomys roberti (Thomas, 1906)                              | მცირეაზიური მემინდვრია                                  | Autochtone                   | Illustration manquante                      | [ 19 ]              | Illustration manquante |
| Microtus arvalis (Campagnol des champs) (Pallas, 1778)        | ჩვეულებრივი მემინდვრია                                  | Autochtone                   | Aire de répartition du Campagnol des champs | [ 20 ]              | Campagnol des champs   |
| Microtus schidlovskii Argyropulo, 1933                        | — aucun —                                               | Autochtone                   | Illustration manquante                      | [ 21 ]              | Illustration manquante |
| Microtus socialis (Pallas, 1773)                              | საზოგადოებრივი მემინდვრია                               | Autochtone                   | Illustration manquante                      | [ 22 ]              | Microtus socialis      |
| Microtus daghestanicus (Shidlovsky, 1919)                     | დაღესტნური მემინდვრია                                   | Autochtone                   | Illustration manquante                      | [ 23 ]              | Illustration manquante |
| Microtus majori Thomas, 1906                                  | — aucun —                                               | Autochtone                   | Illustration manquante                      | [ 24 ]              | Illustration manquante |
| Microtus nasarovi (Shidlovsky, 1938)                          | ნაზაროვის მემინდვრია                                    | Autochtone                   | Illustration manquante                      | [ 25 ]              | Illustration manquante |
| Myodes glareolus (Campagnol roussâtre) Schreber, 1780         | ბუჩქნარის მემინდვრია                                    | Autochtone                   | Aire de répartition du Campagnol roussâtre  | [ 26 ]              | Campagnol roussâtre    |
| Ondatra zibethicus (Rat musqué) (Linnaeus, 1766)              | ონდატრა                                                 | Allochtone (Introduit)       | Aire de répartition du Rat musqué           | [ 27 ]              | Rat musqué             |
| Prometheomys schaposchnikowi (Souris prométhée) Satunin, 1901 | პრომეთეს მემინდვრია                                     | Autochtone                   | Illustration manquante                      | [ 28 ]              | Illustration manquante |
| Cricetulus migratorius (Hamster migrateur) (Pallas, 1773)     | ნაცრისფერი ზაზუნელა                                     | Autochtone                   | Illustration manquante                      | [ 29 ]              | Illustration manquante |
| Cricetus cricetus (Grand Hamster) (Linnaeus, 1758)            | ჩვეულებრივი ზაზუნები                                    | Autochtone                   | Aire de répartition du Grand Hamster        | [ 30 ]              | Grand Hamster          |
| Mesocricetus brandti (Hamster de Turquie) (Nehring, 1898)     | ბრანდტის ზაზუნა                                         | Autochtone                   | Illustration manquante                      | [ 31 ]              | Illustration manquante |
| Mesocricetus raddei (Hamster du Daghestan) (Nehring, 1894)    | რადეს ზაზუნა                                            | Autochtone                   | Illustration manquante                      | [ 32 ]              | Illustration manquante |

### Famille:Muridés
| Nom binominal, nom vulgaire et citation d'auteurs             | Nom vulgaire géorgien (langue officielle de la Géorgie) | Origine et statut en Géorgie | Aire de répartition                     | Statut UICN mondial | Image                  |
| ------------------------------------------------------------- | ------------------------------------------------------- | ---------------------------- | --------------------------------------- | ------------------- | ---------------------- |
| Meriones libycus (Mérione libyen) Lichtenstein, 1823          | წითელკუდა მექვიშია                                      | Autochtone                   | Illustration manquante                  | [ 33 ]              | Illustration manquante |
| Meriones tristrami (Mérione de Tristram) Thomas, 1892         | მცირეაზიური მექვიშია                                    | Autochtone                   | Illustration manquante                  | [ 34 ]              | Mérione de Tristram    |
| Apodemus agrarius (Mulot rayé) (Pallas, 1771)                 | მინდვრის თაგვი                                          | Autochtone                   | Illustration manquante                  | [ 35 ]              | Mulot rayé             |
| Apodemus mystacinus (Mulot rupestre) (Danford & Alston, 1877) | — aucun —                                               | Autochtone                   | Aire de répartition du Mulot rupestre   | [ 36 ]              | Mulot rupestre         |
| Apodemus ponticus (Sviridenko, 1936)                          | პონტოს თაგვი                                            | Autochtone                   | Illustration manquante                  | [ 37 ]              | Illustration manquante |
| Apodemus uralensis (Mulot pygmée) (Pallas, 1811)              | მცირე თაგვი                                             | Autochtone                   | Aire de répartition du Mulot pygmée     | [ 38 ]              | Mulot pygmée           |
| Apodemus witherbyi (Mulot des steppes) (Thomas, 1902)         | სტეპის თაგვი                                            | Autochtone                   | Illustration manquante                  | [ 39 ]              | Illustration manquante |
| Micromys minutus (Rat des moissons) (Pallas, 1771)            | პაწია თაგვი                                             | Autochtone                   | Aire de répartition du Rat des moissons | [ 40 ]              | Rat des moissons       |
| Mus macedonicus (Souris de Macédoine) Petrov & Ruzic, 1983    | — aucun —                                               | Autochtone                   | Illustration manquante                  | [ 41 ]              | Illustration manquante |
| Mus musculus (Souris grise) Linnaeus, 1758                    | სახლის თაგვი                                            | Allochtone (Introduit),      | Aire de répartition de la Souris grise  | [ 42 ]              | Souris grise           |
| Rattus norvegicus (Rat surmulot) (Berkenhout, 1769)           | რუხი ვირთაგვა                                           | Allochtone (Introduit)       | Aire de répartition du Rat surmulot     | [ 44 ]              | Rat surmulot           |
| Rattus rattus (Rat noir) (Linnaeus, 1758)                     | შავი ვირთაგვა                                           | Allochtone (Introduit),      | Aire de répartition du Rat noir         | [ 45 ]              | Rat noir               |

### Famille:Spalacidés
| Nom binominal, nom vulgaire et citation d'auteurs   | Nom vulgaire géorgien (langue officielle de la Géorgie) | Origine et statut en Géorgie | Aire de répartition    | Statut UICN mondial | Image             |
| --------------------------------------------------- | ------------------------------------------------------- | ---------------------------- | ---------------------- | ------------------- | ----------------- |
| Spalax nehringi (Spalax de Nehring) (Satunin, 1898) | ბრუცა                                                   | Autochtone                   | Illustration manquante | [ 46 ]              | Spalax de Nehring |

### Famille:Gliridés
| Nom binominal, nom vulgaire et citation d'auteurs | Nom vulgaire géorgien (langue officielle de la Géorgie) | Origine et statut en Géorgie | Aire de répartition              | Statut UICN mondial | Image          |
| ------------------------------------------------- | ------------------------------------------------------- | ---------------------------- | -------------------------------- | ------------------- | -------------- |
| Glis glis (Loir gris) Linnaeus, 1766              | ძილგუდა                                                 | Autochtone                   | Aire de répartition du Loir gris | [ 47 ]              | Loir gris      |
| Dryomys nitedula (Lérotin commun) (Pallas, 1778)  | ტყის ძილგუდა                                            | Autochtone                   | Illustration manquante           | [ 48 ]              | Lérotin commun |

### Famille:Sciuridés
| Nom binominal, nom vulgaire et citation d'auteurs   | Nom vulgaire géorgien (langue officielle de la Géorgie) | Origine et statut en Géorgie | Aire de répartition                    | Statut UICN mondial | Image               |
| --------------------------------------------------- | ------------------------------------------------------- | ---------------------------- | -------------------------------------- | ------------------- | ------------------- |
| Sciurus vulgaris (Écureuil roux) Linnaeus, 1758     | წითელი ციყვი                                            | Allochtone (Introduit)       | Aire de répartition de l'Écureuil roux | [ 49 ]              | Écureuil roux       |
| Sciurus anomalus (Écureuil du Caucase) Gmelin, 1778 | კავკასიური ციყვი                                        | Autochtone                   | Illustration manquante                 | [ 50 ]              | Écureuil du Caucase |

## Ordre:Érinacéomorphes

### Famille:Érinacéidés
| Nom binominal, nom vulgaire et citation d'auteurs                  | Nom vulgaire géorgien (langue officielle de la Géorgie) | Origine et statut en Géorgie | Aire de répartition                         | Statut UICN mondial | Image                |
| ------------------------------------------------------------------ | ------------------------------------------------------- | ---------------------------- | ------------------------------------------- | ------------------- | -------------------- |
| Erinaceus concolor (Hérisson oriental) Martin, 1838                | ზღარბი                                                  | Autochtone                   | Aire de répartition du Hérisson oriental    | [ 51 ]              | Hérisson oriental    |
| Erinaceus roumanicus (Hérisson des Balkans) Barrett-Hamilton, 1900 | — aucun —                                               | Autochtone                   | Aire de répartition du Hérisson des Balkans | [ 52 ]              | Hérisson des Balkans |

## Ordre:Soricomorphes

### Famille:Soricidés
| Nom binominal, nom vulgaire et citation d'auteurs           | Nom vulgaire géorgien (langue officielle de la Géorgie) | Origine et statut en Géorgie | Aire de répartition                             | Statut UICN mondial | Image                  |
| ----------------------------------------------------------- | ------------------------------------------------------- | ---------------------------- | ----------------------------------------------- | ------------------- | ---------------------- |
| Crocidura leucodon (Crocidure leucode) (Hermann, 1780)      | — aucun —                                               | Autochtone                   | Aire de répartition de la Crocidure leucode     | [ 53 ]              | Crocidure leucode      |
| Crocidura suaveolens (Crocidure des jardins) (Pallas, 1811) | — aucun —                                               | Autochtone                   | Aire de répartition de la Crocidure des jardins | [ 54 ]              | Crocidure des jardins  |
| Suncus etruscus (Pachyure étrusque) (Savi, 1822)            | ფუღუ                                                    | Autochtone                   | Aire de répartition du Pachyure étrusque        | [ 55 ]              | Pachyure étrusque      |
| Neomys teres Miller, 1908                                   | შელკოვნიკოვის წყლის ბიგა                                | Autochtone                   | Aire de répartition de Neomys teres             | [ 56 ]              | Illustration manquante |
| Sorex minutus (Musaraigne pygmée) Linnaeus, 1766            | — aucun —                                               | Autochtone                   | Aire de répartition de la Musaraigne pygmée     | [ 57 ]              | Musaraigne pygmée      |
| Sorex raddei Satunin, 1895                                  | — aucun —                                               | Autochtone                   | Aire de répartition de Sorex raddei             | [ 58 ]              | Illustration manquante |
| Sorex satunini Ognev, 1922                                  | — aucun —                                               | Autochtone                   | Aire de répartition de Sorex satunini           | [ 59 ]              | Illustration manquante |
| Sorex volnuchini Ognev, 1922                                | — aucun —                                               | Autochtone                   | Aire de répartition de Sorex volnuchini         | [ 60 ]              | Illustration manquante |

### Famille:Talpidés
| Nom binominal, nom vulgaire et citation d'auteurs | Nom vulgaire géorgien (langue officielle de la Géorgie) | Origine et statut en Géorgie | Aire de répartition                        | Statut UICN mondial | Image                  |
| ------------------------------------------------- | ------------------------------------------------------- | ---------------------------- | ------------------------------------------ | ------------------- | ---------------------- |
| Talpa caucasica (Taupe du Caucase) Satunin, 1908  | კავკასიური თხუნელა                                      | Autochtone                   | Aire de répartition de la Taupe du Caucase | [ 61 ]              | Illustration manquante |
| Talpa levantis (Taupe du Levant) Thomas, 1906     | — aucun —                                               | Autochtone                   | Aire de répartition de la Taupe du Levant  | [ 62 ]              | Illustration manquante |

## Ordre:Chiroptères

### Famille:Molossidés
| Nom binominal, nom vulgaire et citation d'auteurs         | Nom vulgaire géorgien (langue officielle de la Géorgie) | Origine et statut en Géorgie | Aire de répartition                       | Statut UICN mondial | Image              |
| --------------------------------------------------------- | ------------------------------------------------------- | ---------------------------- | ----------------------------------------- | ------------------- | ------------------ |
| Tadarida teniotis (Molosse de Cestoni) (Rafinesque, 1814) | — aucun —                                               | Autochtone                   | Aire de répartition du Molosse de Cestoni | [ 63 ]              | Molosse de Cestoni |

### Famille:Rhinolophidés
| Nom binominal, nom vulgaire et citation d'auteurs             | Nom vulgaire géorgien (langue officielle de la Géorgie) | Origine et statut en Géorgie | Aire de répartition                          | Statut UICN mondial | Image                  |
| ------------------------------------------------------------- | ------------------------------------------------------- | ---------------------------- | -------------------------------------------- | ------------------- | ---------------------- |
| Rhinolophus blasii (Rhinolophe de Blasius) Peters, 1866       | — aucun —                                               | Autochtone                   | Aire de répartition du Rhinolophe de Blasius | [ 65 ]              | Illustration manquante |
| Rhinolophus euryale (Rhinolophe euryale) Blasius, 1853        | სამხრეთული ცხვირნალა                                    | Autochtone                   | Aire de répartition du Rhinolophe euryale    | [ 66 ]              | Rhinolophe euryale     |
| Rhinolophus ferrumequinum (Grand Rhinolophe) (Schreber, 1774) | დიდი ცხვირნალა                                          | Autochtone                   | Aire de répartition du Grand Rhinolophe      | [ 67 ]              | Grand Rhinolophe       |
| Rhinolophus hipposideros (Petit Rhinolophe) (Bechstein, 1800) | — aucun —                                               | Autochtone                   | Aire de répartition du Petit Rhinolophe      | [ 68 ]              | Petit Rhinolophe       |
| Rhinolophus mehelyi (Rhinolophe de Méhely) Matschie, 1901     | მეჰელის ცხვირნალა                                       | Autochtone                   | Aire de répartition du Rhinolophe de Méhely  | [ 69 ]              | Rhinolophe de Méhely   |

### Famille:Vespertilionidés
| Nom binominal, nom vulgaire et citation d'auteurs                             | Nom vulgaire géorgien (langue officielle de la Géorgie) | Origine et statut en Géorgie | Aire de répartition                                | Statut UICN mondial | Image                       |
| ----------------------------------------------------------------------------- | ------------------------------------------------------- | ---------------------------- | -------------------------------------------------- | ------------------- | --------------------------- |
| Miniopterus schreibersii (Minioptère de Schreibers) (Kuhl, 1817)              | ჩვეულებრივი გრძელფრთიანა                                | Autochtone                   | Aire de répartition du Minioptère de Schreibers    | [ 70 ]              | Minioptère de Schreibers    |
| Myotis alcathoe (Murin d'Alcathoé) von Helversen & Heller, 2001               | — aucun —                                               | Autochtone                   | Aire de répartition du Murin d'Alcathoé            | [ 72 ]              | Murin d'Alcathoé            |
| Myotis aurascens (Murin doré) Kuzyakin, 1935                                  | — aucun —                                               | Autochtone                   | Aire de répartition du Murin doré                  | [ 73 ]              | Illustration manquante      |
| Myotis bechsteinii (Murin de Bechstein) (Kuhl, 1817)                          | გრძელყურა მღამიობი                                      | Autochtone                   | Aire de répartition du Murin de Bechstein          | [ 74 ]              | Murin de Bechstein          |
| Myotis blythii (Petit Murin) (Tomes, 1857)                                    | — aucun —                                               | Autochtone,                  | Aire de répartition du Petit Murin                 | [ 75 ]              | Petit Murin                 |
| Myotis brandtii (Murin de Brandt) (Eversmann, 1845)                           | — aucun —                                               | Autochtone                   | Aire de répartition du Murin de Brandt             | [ 76 ]              | Murin de Brandt             |
| Myotis daubentonii (Murin de Daubenton) (Kuhl, 1817)                          | — aucun —                                               | Autochtone                   | Aire de répartition du Murin de Daubenton          | [ 77 ]              | Murin de Daubenton          |
| Myotis emarginatus (Murin à oreilles échancrées) (É. Geoffroy, 1806)          | — aucun —                                               | Autochtone                   | Aire de répartition du Murin à oreilles échancrées | [ 78 ]              | Murin à oreilles échancrées |
| Myotis mystacinus (Murin à moustaches) (Kuhl, 1817)                           | — aucun —                                               | Autochtone                   | Aire de répartition du Murin à moustaches          | [ 79 ]              | Murin à moustaches          |
| Myotis nattereri (Murin de Natterer) (Kuhl, 1817)                             | — aucun —                                               | Autochtone                   | Aire de répartition du Murin de Natterer           | [ 80 ]              | Murin de Natterer           |
| Myotis nipalensis (Murin du Népal) Dobson, 1871                               | — aucun —                                               | Peut-être autochtone         | Aire de répartition du Murin du Népal              | [ 81 ]              | Illustration manquante      |
| Eptesicus bottae (Sérotine de Botta) (Peters, 1869)                           | — aucun —                                               | Peut-être autochtone,        | Illustration manquante                             | [ 82 ]              | Illustration manquante      |
| Eptesicus nilssonii (Sérotine de Nilsson) (Keyserling & Blasius, 1839)        | — aucun —                                               | Autochtone                   | Aire de répartition de la Sérotine de Nilsson      | [ 83 ]              | Sérotine de Nilsson         |
| Eptesicus serotinus (Sérotine commune) (Schreber, 1774)                       | — aucun —                                               | Autochtone                   | Aire de répartition de la Sérotine commune         | [ 84 ]              | Sérotine commune            |
| Nyctalus lasiopterus (Grande Noctule) (Schreber, 1780)                        | გიგანტური მეღამურა                                      | Autochtone                   | Aire de répartition de la Grande Noctule           | [ 85 ]              | Grande Noctule              |
| Nyctalus leisleri (Noctule de Leisler) (Kuhl, 1817)                           | მცირე მეღამურა                                          | Autochtone                   | Aire de répartition de la Noctule de Leisler       | [ 86 ]              | Noctule de Leisler          |
| Nyctalus noctula (Noctule commune) (Schreber, 1774)                           | ქარცი მეღამურა                                          | Autochtone                   | Aire de répartition de la Noctule commune          | [ 87 ]              | Noctule commune             |
| Pipistrellus kuhlii (Pipistrelle de Kuhl) (Kuhl, 1817)                        | — aucun —                                               | Autochtone                   | Aire de répartition de la Pipistrelle de Kuhl      | [ 88 ]              | Pipistrelle de Kuhl         |
| Pipistrellus nathusii (Pipistrelle de Nathusius) (Keyserling & Blasius, 1839) | — aucun —                                               | Autochtone                   | Aire de répartition de la Pipistrelle de Nathusius | [ 89 ]              | Pipistrelle de Nathusius    |
| Pipistrellus pipistrellus (Pipistrelle commune) (Schreber, 1774)              | — aucun —                                               | Autochtone                   | Aire de répartition de la Pipistrelle commune      | [ 90 ]              | Pipistrelle commune         |
| Pipistrellus pygmaeus (Pipistrelle pygmée) (Leach, 1825)                      | — aucun —                                               | Autochtone                   | Aire de répartition de la Pipistrelle pygmée       | [ 91 ]              | Pipistrelle pygmée          |
| Barbastella barbastellus (Barbastelle d'Europe) (Schreber, 1774)              | ევროპული მაჩქათელა                                      | Autochtone                   | Aire de répartition de la Barbastelle d'Europe     | [ 92 ]              | Barbastelle d'Europe        |
| Barbastella leucomelas (Barbastelle d'Asie) (Cretzschmar, 1826)               | — aucun —                                               | Peut-être autochtone,        | Illustration manquante                             | [ 93 ]              | Barbastelle d'Asie          |
| Plecotus auritus (Oreillard roux) (Linnaeus, 1758)                            | — aucun —                                               | Autochtone                   | Aire de répartition de l'Oreillard roux            | [ 94 ]              | Oreillard roux              |
| Plecotus macrobullaris (Oreillard montagnard) Kuzjakin, 1965                  | — aucun —                                               | Autochtone                   | Aire de répartition de l'Oreillard montagnard      | [ 95 ]              | Oreillard montagnard        |
| Hypsugo savii (Vespère de Savi) (Bonaparte, 1837)                             | — aucun —                                               | Autochtone                   | Aire de répartition de la Vespère de Savi          | [ 96 ]              | Vespère de Savi             |
| Vespertilio murinus (Sérotine bicolore) Linnaeus, 1758                        | — aucun —                                               | Autochtone                   | Aire de répartition de la Sérotine bicolore        | [ 97 ]              | Sérotine bicolore           |

## Ordre:Cétacés

### Famille:Balænoptéridés
| Nom binominal, nom vulgaire et citation d'auteurs            | Nom vulgaire géorgien (langue officielle de la Géorgie) | Origine et statut en Géorgie | Aire de répartition                        | Statut UICN mondial | Image            |
| ------------------------------------------------------------ | ------------------------------------------------------- | ---------------------------- | ------------------------------------------ | ------------------- | ---------------- |
| Balaenoptera acutorostrata (Baleine de Minke) Lacépède, 1804 | მცირე ზოლიანი ვეშაპი                                    | Erratique,                   | Aire de répartition de la Baleine de Minke | [ 99 ]              | Baleine de Minke |

### Famille:Delphinidés
| Nom binominal, nom vulgaire et citation d'auteurs             | Nom vulgaire géorgien (langue officielle de la Géorgie) | Origine et statut en Géorgie | Aire de répartition                               | Statut UICN mondial | Image                      |
| ------------------------------------------------------------- | ------------------------------------------------------- | ---------------------------- | ------------------------------------------------- | ------------------- | -------------------------- |
| Delphinus delphis (Dauphin commun à bec court) Linnaeus, 1758 | მოკლედინგა ჩვეულებრივი დელფინი                          | Autochtone                   | Aire de répartition du Dauphin commun à bec court | [ 100 ]             | Dauphin commun à bec court |
| Tursiops truncatus (Grand Dauphin commun) (Montagu, 1821)     | აფალინა                                                 | Autochtone                   | Aire de répartition du Grand Dauphin commun       | [ 101 ]             | Grand Dauphin commun       |

### Famille:Phocœnidés
| Nom binominal, nom vulgaire et citation d'auteurs    | Nom vulgaire géorgien (langue officielle de la Géorgie) | Origine et statut en Géorgie | Aire de répartition                    | Statut UICN mondial | Image           |
| ---------------------------------------------------- | ------------------------------------------------------- | ---------------------------- | -------------------------------------- | ------------------- | --------------- |
| Phocoena phocoena (Marsouin commun) (Linnaeus, 1758) | ზღვის ღორი                                              | Autochtone                   | Aire de répartition du Marsouin commun | [ 102 ]             | Marsouin commun |

## Ordre:Artiodactyles

### Famille:Bovidés
| Nom binominal, nom vulgaire et citation d'auteurs                         | Nom vulgaire géorgien (langue officielle de la Géorgie) | Origine et statut en Géorgie | Aire de répartition                                    | Statut UICN mondial | Image                        |
| ------------------------------------------------------------------------- | ------------------------------------------------------- | ---------------------------- | ------------------------------------------------------ | ------------------- | ---------------------------- |
| Gazella subgutturosa (Gazelle à goitre) (Güldenstädt, 1780)               | ქურციკი                                                 | Autochtone (Disparu)         | Illustration manquante                                 | [ 103 ]             | Gazelle à goitre             |
| Bison bonasus (Bison d'Europe) (Linnaeus, 1758)                           | დომბა                                                   | Autochtone (Disparu)         | Aire de répartition du Bison d'Europe                  | [ 105 ]             | Bison d'Europe               |
| Bos taurus (Taurin) Linnaeus, 1758                                        | — aucun —                                               | Autochtone (Disparu)         | Aire de répartition du Taurin                          | (NE)                |                              |
| Capra caucasica (Chèvre du Caucase occidental) Güldenstädt & Pallas, 1783 | კავკასიური ჯიხვი                                        | Autochtone                   | Aire de répartition de la Chèvre du Caucase occidental | [ 107 ]             | Chèvre du Caucase occidental |
| Capra cylindricornis (Chèvre du Caucase oriental) (Blyth, 1841)           | დაღესტნური ჯიხვი                                        | Autochtone                   | Aire de répartition de la Chèvre du Caucase oriental   | [ 108 ]             | Chèvre du Caucase oriental   |
| Capra hircus (Chèvre égagre) Linnaeus, 1758                               | ნიამორი                                                 | Autochtone                   | Aire de répartition de la Chèvre égagre                | [ 109 ]             | Chèvre égagre                |
| Rupicapra rupicapra (Chamois) (Linnaeus, 1758)                            | არჩვი                                                   | Autochtone                   | Aire de répartition du Chamois                         | [ 110 ]             | Chamois                      |

### Famille:Cervidés
| Nom binominal, nom vulgaire et citation d'auteurs         | Nom vulgaire géorgien (langue officielle de la Géorgie) | Origine et statut en Géorgie | Aire de répartition                       | Statut UICN mondial | Image              |
| --------------------------------------------------------- | ------------------------------------------------------- | ---------------------------- | ----------------------------------------- | ------------------- | ------------------ |
| Alces alces (Élan) (Linnaeus, 1758)                       | ლოსი                                                    | Autochtone (Disparu)         | Aire de répartition de l'Élan             | [ 111 ]             | Élan               |
| Capreolus capreolus (Chevreuil européen) (Linnaeus, 1758) | ევროპული შველი                                          | Autochtone                   | Aire de répartition du Chevreuil européen | [ 112 ]             | Chevreuil européen |
| Cervus elaphus (Cerf élaphe) Linnaeus, 1758               | კეთილშობილი ირემი                                       | Autochtone                   | Aire de répartition du Cerf élaphe        | [ 113 ]             | Cerf élaphe        |

### Famille:Suidés
| Nom binominal, nom vulgaire et citation d'auteurs | Nom vulgaire géorgien (langue officielle de la Géorgie) | Origine et statut en Géorgie | Aire de répartition                       | Statut UICN mondial | Image              |
| ------------------------------------------------- | ------------------------------------------------------- | ---------------------------- | ----------------------------------------- | ------------------- | ------------------ |
| Sus scrofa (Sanglier d'Eurasie) Linnaeus, 1758    | გარეული ღორი                                            | Autochtone                   | Aire de répartition du Sanglier d'Eurasie | [ 114 ]             | Sanglier d'Eurasie |

## Ordre:Périssodactyles

### Famille:Équidés
| Nom binominal, nom vulgaire et citation d'auteurs | Nom vulgaire géorgien (langue officielle de la Géorgie) | Origine et statut en Géorgie   | Aire de répartition              | Statut UICN mondial | Image     |
| ------------------------------------------------- | ------------------------------------------------------- | ------------------------------ | -------------------------------- | ------------------- | --------- |
| Equus hemionus (Hémione) Pallas, 1775             | კანჯარი                                                 | Autochtone (Disparu)           | Aire de répartition de l'Hémione | [ 115 ]             | Hémione   |
| Equus hydruntinus (Hydrontin) Regàlia, 1904       | — aucun —                                               | Peut-être autochtone (Éteint), | Illustration manquante           | (NE)                | Hydrontin |
| Equus caballus (Cheval) Linnaeus, 1758            | ცხენი                                                   | Autochtone (Disparu)           | Aire de répartition du Cheval    | [ 117 ]             | Cheval    |

## Ordre:Carnivores

### Famille:Canidés
| Nom binominal, nom vulgaire et citation d'auteurs      | Nom vulgaire géorgien (langue officielle de la Géorgie) | Origine et statut en Géorgie | Aire de répartition                   | Statut UICN mondial | Image          |
| ------------------------------------------------------ | ------------------------------------------------------- | ---------------------------- | ------------------------------------- | ------------------- | -------------- |
| Canis aureus (Chacal doré) Linnaeus, 1758              | ტურა                                                    | Allochtone, ou autochtone    | Aire de répartition du Chacal doré    | [ 120 ]             |                |
| Canis lupus (Loup gris) Linnaeus, 1758                 | მგელი                                                   | Autochtone                   | Aire de répartition du Loup gris      | [ 121 ]             | Loup gris      |
| Nyctereutes procyonoides (Chien viverrin) (Gray, 1834) | ენოტისმსგავსი ძაღლი                                     | Allochtone (Introduit)       | Aire de répartition du Chien viverrin | [ 123 ]             | Chien viverrin |
| Vulpes vulpes (Renard roux) (Linnaeus, 1758)           | ჩვეულებრივი მელა                                        | Autochtone                   | Aire de répartition du Renard roux    | [ 124 ]             | Renard roux    |

### Famille:Ursidés
| Nom binominal, nom vulgaire et citation d'auteurs | Nom vulgaire géorgien (langue officielle de la Géorgie) | Origine et statut en Géorgie | Aire de répartition                | Statut UICN mondial | Image     |
| ------------------------------------------------- | ------------------------------------------------------- | ---------------------------- | ---------------------------------- | ------------------- | --------- |
| Ursus arctos (Ours brun) Linnaeus, 1758           | მურა დათვი                                              | Autochtone                   | Aire de répartition de l'Ours brun | [ 125 ]             | Ours brun |

### Famille:Mustélidés
| Nom binominal, nom vulgaire et citation d'auteurs     | Nom vulgaire géorgien (langue officielle de la Géorgie) | Origine et statut en Géorgie | Aire de répartition                        | Statut UICN mondial | Image              |
| ----------------------------------------------------- | ------------------------------------------------------- | ---------------------------- | ------------------------------------------ | ------------------- | ------------------ |
| Lutra lutra (Loutre commune) (Linnaeus, 1758)         | წავი                                                    | Autochtone                   | Aire de répartition de la Loutre commune   | [ 126 ]             | Loutre commune     |
| Martes foina (Fouine) (Erxleben, 1777)                | თეთრყელა კვერნა                                         | Autochtone                   | Aire de répartition de la Fouine           | [ 127 ]             | Fouine             |
| Martes martes (Martre des pins) (Linnaeus, 1758)      | ტყის კვერნა                                             | Autochtone                   | Aire de répartition de la Martre des pins  | [ 128 ]             | Martre des pins    |
| Meles meles (Blaireau européen) (Linnaeus, 1758)      | მაჩვი                                                   | Autochtone                   | Aire de répartition du Blaireau européen   | [ 129 ]             | Blaireau européen  |
| Mustela lutreola (Vison d'Europe) (Linnaeus, 1761)    | წაულა                                                   | Autochtone (Disparu)         | Aire de répartition du Vison d'Europe      | [ 130 ]             | Vison d'Europe     |
| Mustela erminea (Hermine) Linnaeus, 1758              | ყარყუმი                                                 | Autochtone                   | Aire de répartition de l'Hermine           | [ 131 ]             | Hermine            |
| Mustela nivalis (Belette d'Europe) Linnaeus, 1766     | დედოფალა                                                | Autochtone                   | Aire de répartition de la Belette d'Europe | [ 132 ]             | Belette d'Europe   |
| Mustela eversmanii (Putois des steppes) Lesson, 1827  | სტეპის ქრცვინი                                          | Autochtone                   | Aire de répartition du Putois des steppes  | [ 133 ]             | Putois des steppes |
| Neovison vison (Vison d'Amérique) (Schreber, 1777)    | ამერიკული წაულა                                         | Allochtone (Introduit)       | Aire de répartition du Vison d'Amérique    | [ 134 ]             | Vison d'Amérique   |
| Vormela peregusna (Putois marbré) (Güldenstädt, 1770) | ჭრელტყავა                                               | Autochtone                   | Aire de répartition du Putois marbré       | [ 135 ]             | Putois marbré      |

### Famille:Procyonidés
| Nom binominal, nom vulgaire et citation d'auteurs    | Nom vulgaire géorgien (langue officielle de la Géorgie) | Origine et statut en Géorgie | Aire de répartition                        | Statut UICN mondial | Image               |
| ---------------------------------------------------- | ------------------------------------------------------- | ---------------------------- | ------------------------------------------ | ------------------- | ------------------- |
| Procyon lotor (Raton laveur commun) (Linnaeus, 1758) | ჩვეულებრივი ენოტი                                       | Allochtone (Introduit)       | Aire de répartition du Raton laveur commun | [ 136 ]             | Raton laveur commun |

### Famille:Phocidés
| Nom binominal, nom vulgaire et citation d'auteurs                | Nom vulgaire géorgien (langue officielle de la Géorgie) | Origine et statut en Géorgie | Aire de répartition                                 | Statut UICN mondial | Image                        |
| ---------------------------------------------------------------- | ------------------------------------------------------- | ---------------------------- | --------------------------------------------------- | ------------------- | ---------------------------- |
| Monachus monachus (Phoque moine de Méditerranée) (Hermann, 1779) | თეთრმუცელა სელაპი                                       | Autochtone (Disparu),        | Aire de répartition du Phoque moine de Méditerranée | [ 138 ]             | Phoque moine de Méditerranée |

### Famille:Félidés
| Nom binominal, nom vulgaire et citation d'auteurs | Nom vulgaire géorgien (langue officielle de la Géorgie) | Origine et statut en Géorgie          | Aire de répartition                 | Statut UICN mondial | Image        |
| ------------------------------------------------- | ------------------------------------------------------- | ------------------------------------- | ----------------------------------- | ------------------- | ------------ |
| Acinonyx jubatus (Guépard) (Schreber, 1775)       | ავაზა                                                   | Autochtone (Disparu)                  | Aire de répartition du Guépard      | [ 140 ]             | Guépard      |
| Felis chaus (Chaus) Schreber, 1777                | ლელიანის კატა                                           | Autochtone                            | Aire de répartition du Chaus        | [ 141 ]             | Chaus        |
| Felis silvestris (Chat sauvage) Schreber, 1777    | ტყის კატა                                               | Autochtone                            | Aire de répartition du Chat sauvage | [ 142 ]             | Chat sauvage |
| Lynx lynx (Lynx boréal) (Linnaeus, 1758)          | ფოცხვერი                                                | Autochtone                            | Aire de répartition du Lynx boréal  | [ 143 ]             | Lynx boréal  |
| Panthera leo (Lion) (Linnaeus, 1758)              | ლომი                                                    | Autochtone (Disparu)                  | Aire de répartition du Lion         | [ 144 ]             | Lion         |
| Panthera pardus (Léopard) (Linnaeus, 1758)        | ჯიქი                                                    | Autochtone (Disparu, puis erratique), | Aire de répartition du Léopard      | [ 145 ]             | Léopard      |
| Panthera tigris (Tigre) (Linnaeus, 1758)          | ვეფხვი                                                  | Autochtone (Disparu)                  | Aire de répartition du Tigre        | [ 146 ]             | Tigre        |

### Famille:Hyaénidés
| Nom binominal, nom vulgaire et citation d'auteurs | Nom vulgaire géorgien (langue officielle de la Géorgie) | Origine et statut en Géorgie | Aire de répartition                   | Statut UICN mondial | Image       |
| ------------------------------------------------- | ------------------------------------------------------- | ---------------------------- | ------------------------------------- | ------------------- | ----------- |
| Hyaena hyaena (Hyène rayée) (Linnaeus, 1758)      | ზოლებიანი აფთარი                                        | Autochtone                   | Aire de répartition de la Hyène rayée | [ 147 ]             | Hyène rayée |